# 裴仙師
督署裴仙師，又稱裴真人、裴公、裴先師、仙爺、仙爺伯，是閩都地區傳統神仙信仰的神明人物。

## 生平
裴仙師相傳姓周，名簡潔，北宋越州（今浙江省紹興市）人士，於福州督署衙門任幕賓一職，研習《老子》、《莊子》、《易經》等儒家典籍，傳說又逢仙人授訣，爾後悟道，於鄉間救濟孤寡窮苦，並經常進行宣講與診濟、煉丹行藥，自號「非衣道人」，道號「非衣子」，意思為「不著道袍的道人」。
周簡潔於督署衙門前榕樹下羽化成仙，當地百姓於榕樹旁建廟，設有「督署非衣真人神位」

### 神誕
農曆三月初十日：裴仙師神誕。

## 軼聞
周簡潔道號「非衣子」，其中「非」與「衣」兩字遭誤讀為「裴」字，自此沿用裴真人或裴仙師尊號至今。隨著靈驗事蹟的流行，逐漸於福州當地形成信仰，後隨著移民而向外傳播。

## 古榕
周簡潔當年羽化之舊跡古榕樹至今生長茂盛，高達20公尺，目前已列入福州市政府之保護名單。1997年於樹前立下「榕城第一古榕」石碑，以茲紀念。
當前裴仙宮裡奉祀有朱仙師，即為古榕之神格化。

## 奉祀

#### 主祀
- 中國福州市鼓樓區肅威路裴仙宮[4]
- 中國福州市倉山區霞府裴仙師廟
- 臺灣台北市大同區霞府積善堂
- 臺灣新北市三重區裴署宮(營運狀況未知)

#### 陪祀
- 臺灣彰化縣白龍庵三山匯館

## 相關作品
- 《太上玄靈璇璣贊運純品真經》 （页面存档备份，存于）(裴仙師真經)
- 〈裴仙師寶誥〉[a]

## 註解
1. ↑  志心皈命禮。 道參太極。德配乾元。 引領雲霞。逍遙風月。 丹爐藥鼎。曾九轉而功成。 慾海情關。經千磨而始盡。 一塵不染。五行盾空。 相同壽者。心証菩提。養性修真。蓄千百年之因緣。 談玄說法。超億萬姓之生靈。 掌司五部兵馬。 管轄六隊功曹。 大德大仁。至慈至惠。 兼理兩刑寶篆。 參政三部衡權。 宣封護國靈威。 霞天福德慈真。 璿璣贊運。 道德佐化大天尊。